# Martha Needle
Martha Needle (Morgan, Australia; 9 de abril de 1863 - Melbourne, Australia; 22 de octubre de 1894) fue una asesina en serie australiana conocida por envenenar a su esposo, sus tres hijas y su futuro cuñado. Fue ahorcada el 22 de octubre de 1894 a la edad de 31 años. 
Fue condenada por el asesinato de Louis Juncken, hermano de su prometido Otto Juncken, ocurrido el 15 de mayo de 1894. Aunque Needle recaudó importantes sumas de dinero del seguro, su motivo exacto para asesinar a sus familiares no ha sido determinada pues varias veces declaró su inocencia, pero finalmente fue ahorcada.

## Primeros años
Nació con el nombre de Martha Charles el 9 de abril de 1863 en la ciudad de Morgan en Australia Meridional; su padre murió cuando ella era muy joven. En 1870 su madre Mary Charles se casó con Daniel Foran y tuvo dos hijos más. Eran pobres y vivían en una pequeña casa de dos habitaciones en Adelaida Norte. Needle afirmó que su madre la golpeaba a menudo con un palo o una cuerda  y que a los 13 años su padrastro la agredió indecentemente. Needle se fue de casa, comenzó a trabajar como ama de llaves desde los 13 años y se casó con Henry Needle en 1882 a la edad de 18. El matrimonio empezó bien y la pareja tuvo tres hijas, Mabel, Elsie y May, antes de que la familia se mudara al suburbio de Richmond en Melbourne en 1885. Después de la mudanza, la relación entre Needle y su esposo se deterioró, ella era una mujer atractiva y disfrutaba de la compañía de los hombres; en cambio su esposo era un hombre tímido y celoso que a menudo la golpeaba.

## Los asesinatos
El 23 de febrero de 1885, Mabel Needle murió tras una breve enfermedad. Needle declaró que "parecía desvanecerse" y más tarde cobró un seguro de vida de £ 100 (Au$ 40 000 en 2010) por la muerte de la niña. Henry Needle, que estaba asegurado por £ 200, murió de una misteriosa enfermedad el 4 de octubre de 1889, seguido por Elsie y May en 1890. Los médicos estaban desconcertados. Needle gastó casi todo el dinero del seguro en una elaborada tumba familiar que visitaba con regularidad.
Louis Juncken, un amigo de Adelaida, operaba un negocio de talabartería con su hermano Otto Juncken en 137 Bridge Road, Richmond; en 1891 la viuda Needle subarrendó la casa adjunta y acogió huéspedes, luego comenzó un romance con Otto en 1893, pero Louis y su otro hermano Herman lo desaprobaron e intentaron evitar su compromiso. Al año siguiente Louis se enfermó y murió de presunta fiebre tifoidea. En junio de 1894, Herman viajó a Melbourne desde Adelaida para manejar los asuntos de su difunto hermano, comió una comida preparada por Needle y de repente se enfermó aunque se recuperó, pero volvió a enfermarse al día siguiente después de desayunar. Dos días después, Herman se había recuperado por completo, pero mientras almorzaba, preparado por Needle, sufrió unos violentos calambres dolorosos. El doctor Boyd trató a Herman por sospecha de envenenamiento y tomó una muestra del vómito de Herman, la cual envió al laboratorio del gobierno para su análisis. El analista informó que la muestra contenía arsénico.

## Arresto, juicio y ejecución
Boyd informó a la policía de sus sospechas y se preparó una trampa, la policía le pidió a Herman que le pidiera a Needle que preparara el almuerzo. Después de que le sirviera una taza de té, Herman literalmente "hizo sonar el silbato", convocando a los detectives que llegaron cuando Needle estaba luchando con Herman para romper la taza de té, que se encontró que contenía suficiente arsénico para matar a cinco personas.
Needle fue acusada de intento de asesinato. El cuerpo de Louis Juncken, enterrado en la ciudad de Lyndoch, fue exhumado y se enviaron muestras a Melbourne. Los cuerpos de Henry Needle y las tres niñas, enterrados en Kew, también fueron exhumados. Se encontró que los cinco cuerpos contenían niveles fatales de arsénico y Needle fue acusada del asesinato de Louis Juncken. El juicio duró tres días; aunque ella se declaró inocente fue declarada culpable y condenada a muerte.
Durante su tiempo en la cárcel recibió continuas visitas de sus amigos. En su última carta a su amiga, la Sra. Owen, ella escribió: "Trate de no llorar demasiado por mí".  
Finalmente fue ejecutada a las 8.00 de la mañana del 22 de octubre de 1894. 
Cuando se le preguntó por sus últimas palabras, respondió: "No tengo nada que decir".

## Después
Needle fue la tercera de las solo cuatro mujeres ahorcadas en la Vieja Prisión de Melbourne, donde se exhibe su máscara mortuoria. Las otras fueron Elizabeth Scott (1863), Frances Knorr (1894) y Emma Williams (1895).
El 15 de julio de 1920, Alexander Newland Lee, hijo de la hermana mayor de Needle fue ahorcado en la prisión de Adelaida por el asesinato de su esposa ocurrido el 1 de abril, quien había sido envenenada con estricnina.
Durante la Gran Depresión, el Ayuntamiento de Brighton construyó muros de piedra azul para proteger las playas locales de la erosión. Las piedras fueron tomadas de los muros exteriores de la cárcel vieja de Melbourne e incluían las lápidas, con iniciales y fecha de ejecución, de todos los ejecutados y enterrados en los terrenos. Aunque la mayoría se colocó con los grabados hacia adentro, la piedra de Needle estaba orientada hacia afuera, y las iniciales M. N. y la fecha todavía son claramente visibles en la pared de Green Point. Con el tiempo las corrientes de arena enterraron esta lápida, hasta que se redescubrió su ubicación precisa cerca de Wellington Street.